# Stephen Andrew Renvoize
Stephen Andrew Renvoize (né en 1944) est un botaniste et agrostologue anglais. Il réalise des échanges de spécimens avec les Jardins botaniques royaux de Kew. Il est membre de la Société linnéenne de Londres.
Il est le co-auteur, avec  William Derek Clayton, de Genera graminum. Grasses of the World, ouvrage de 389 pages publié en 1986 qui présente les caractéristiques générales de la famille des Poaceae et décrit 651 genres en 6 sous-familles.

## Hommages
Plusieurs espèces de plantes ont reçu un nom en hommage Stephen Andrew Renvoize, parmi lesquelles :
- (Marcgraviaceae) Schwartzia renvoizei  Gir.-Cañas 2004.
- (Poaceae) Chusquea renvoizei L.G.Clark 2003.
- (Poaceae) Trachypogon renvoizei Catasús 1996.